# Guardia Nazionale Repubblicana di Frontiera
La Guardia Nazionale Repubblicana di Frontiera, chiamata per semplicità "Confinaria" e articolata in cinque legioni, fu una milizia speciale della Guardia Nazionale Repubblicana, il corpo di polizia militare della Repubblica Sociale Italiana.
Fu costituita in seguito alla nascita della RSI con i reparti provenienti dalla Milizia Confinaria, milizia speciale della disciolta Milizia Volontaria per la Sicurezza Nazionale.

## Il comando superiore
Dopo l'8 settembre 1943, il ministro della Repubblica Sociale Italiana Renato Ricci nominò il generale Italo Romegialli comandante generale della specialità con l'incarico di riorganizzarla e di riprendere il pieno controllo delle quattro legioni della Milizia Confinaria già esistenti. Il comando fu installato nel castello di Moncalieri. Come prima iniziativa il generale Romegialli concesse ai "confinari", come era uso chiamarli, di fregiarsi sul cappello da alpino anche della penna d'aquila. Un'operazione condotta con successo fu quella che portò alla cattura, il 17 gennaio 1944 del colonnello Montanari, capo di stato maggiore del generale Raffaele Operti, comandante delle formazioni partigiane del Piemonte. La cattura del colonnello Montanari in breve consentì di smantellare l'intera organizzazione clandestina legata alle formazioni partigiane di ispirazione monarchica. Il 3 aprile 1944 Romegialli fu promosso vicecomandante generale della GNR e fu sostituito dal comandante della I legione Ferdinando De Padova. Nel giugno fu costituita anche la V legione.
In prossimità della caduta della Repubblica Sociale Italiana, si ipotizzò la creazione in Valtellina di un Ridotto alpino repubblicano in cui approntare un'ultima difesa contro le truppe anglo-americane. Di questo ridotto le prime tre Legioni della Guardia Nazionale Repubblicana di Frontiera avrebbero dovuto costituirne l'ossatura portante.
Il corpo fu impiegato anche per contrastare il fenomeno dell'emigrazione degli ebrei italiani verso la neutrale Svizzera.

## I Legione GNR di Frontiera "Monviso"
La I Legione nella prima dislocazione in Piemonte partecipò a diverse azioni di controguerriglia contro le nascenti formazioni partigiane. Fu in una di queste azioni, presso Torre Pellice, che perse la vita il capitano Cesare Rodini venendo colpito da una raffica di mitra durante degli scontri con i partigiani. A Rodini fu poi intitolata la XI Brigata Nera "Cesare Rodini" di Como.
La Legione fu poi dislocata a Colico (CO) dove ebbe il compito di presidiare la Valchiavenna con i suoi bacini idroelettrici e la Valtellina. Inizialmente posta al comando del colonnello De Padova, quando questi assunse il comando della "Guardia Nazionale Repubblicana di Frontiera", fu sostituito dal colonnello Fabbri e poi dal maggiore Castelli. Nella cittadina di Colico fino al 28 aprile 1945 i reparti al comando del capitano Baviera attesero inutilmente l'arrivo di Mussolini in Valtellina finché non giunse la notizia della morte del Duce, allora le compagnie della I Legione si arresero. In molti casi, dopo la resa, i militi subirono violenze e alcuni furono uccisi dai partigiani.

## II Legione GNR di Frontiera "Monte Rosa"

Militi della Guardia Nazionale Repubblicana di Frontiera

La II Legione fu dislocata lungo il lago Maggiore fino al fiume Mera entrando in contatto con la I Legione. A differenza della I Legione però fu impiegata principalmente in azioni di controguerriglia. Il 30 marzo 1945 fu catturato dai partigiani il sottotenente Gotti. Lo storico Giorgio Pisanò riporta che, fatto salire su una barca, Gotti fu portato in mezzo al lago e lì ucciso a colpi di pistola. Sembra che Gotti, già ferito a morte, cadendo fuori dalla barca abbia trascinato con sé anche un partigiano, che morì affogato. Dopo il 25 aprile il presidio della "Confinaria" presso il Ponte del Passo, sul fiume Mera, fu assaltato dai partigiani. Lo scontro cessò quando, tramite il parroco di Gera Lario, don Ernesto Gusmeroli, fu offerta una resa onorevole che garantiva l'incolumità dei militi controfirmata dallo stesso parroco e dal comandante della guardia di finanza Scappin che era passato con i partigiani. Ma una volta arresisi, i firmatari si disinteressarono dei prigionieri abbandonandoli al loro destino. Soltanto il sindaco Venturino Noghera, intuita la situazione, riuscì a portare via i cinque militi più giovani per salvarli. Gli altri prigionieri, rimasti in nove, furono assassinati la notte tra il 2 e il 3 maggio. Quando i corpi furono rinvenuti fu nuovamente il sindaco Noghera che si occupò di dare loro sepoltura.
Due settimane più tardi, il comandante del 1º battaglione, colonnello Marcello Mereu, venne portato via da casa sua con la promessa di essere interrogato ma venne ucciso nei pressi di Portichetto-Luisago il 18 maggio.

### Impiego contro l'emigrazione ebraica
Alla "Monte Rosa" fu affidato il compito di fermare e di arrestare alla frontiera gli ebrei italiani che tentavano di valicare le Alpi per trovare rifugio in Svizzera, in seguito all'inasprimento delle leggi razziali che seguì la fondazione della RSI. In soli due mesi, dall'ottobre al dicembre 1943, la II legione arrestò cinquantotto ebrei e sequestrò i loro beni. La maggior parte degli arrestati fu deportata nel campo di concentramento di Auschwitz.
Particolarmente zelante nelle operazioni antiebraiche fu il colonnello Mereu, profondamente antisemita, a cui fu attribuito:

## III Legione GNR di Frontiera "Vetta d'Italia"
Già dislocata nella Venezia Tridentina, dopo l'8 settembre, la Legione fu trasferita nella provincia di Sondrio, nell'alta Valtellina. L'attività partigiana fu sporadica fino al 3 ottobre 1944, quando sette militi di un posto di blocco furono catturati e uccisi in località ignota. Il 4 novembre a causa di un tradimento fu anche catturato un presidio presso la val di Togno, i militi furono trovati uccisi più tardi. In seguito all'arrivo in zona di due battaglioni della Milice française e delle Brigate Nere di Firenze e di Pistoia, i militi della "Confinaria" riuscirono a contenere le forze della Resistenza. Dopo il 27 aprile, partita la colonna del maggiore Vanna, il primo battaglione e la Milice française rimasero a presidiare i vari paesi. Il comune in cui si segnalarono più vittime dopo la resa fu Tirano, con ventisei uomini sommariamente uccisi a cui si aggiunsero altri ventuno membri della Milice française caduti nei combattimenti immediatamente precedenti.

### Militi uccisi il 4 novembre nella val di Togno
1. Donati Giuseppe
2. Bertolini Oscar
3. Cuchat Alberto
4. Trevisiol Dante
5. Primus Modesto
6. Menegola Fermo
7. Collini Pietro
8. Scavolini Gino
9. Dell'Era Camillo
10. Vuerich Luigi
11. Boni Tranquillo
12. Baggiolini Giovanni

### La colonna Vanna
Il 27 aprile 1945 il 2º battaglione del maggiore Renato Vanna alla testa di una colonna autocarrata di circa mille uomini, anche di altri reparti, mosse verso il lago di Como con l'intento di raggiungere Benito Mussolini per scortarlo in Valtellina. Ma, usciti dalla città di Tirano, presso il Santuario della Madonna, un fitto fuoco di fucileria bloccò per alcune ore la colonna che in serata fu costretta a ripiegare su Tirano. Il grosso fu lasciato nella città di presidio, mentre una piccola colonna di circa 200 uomini, al comando del maggiore Vanna, nella notte tentò nuovamente di raggiungere il lago di Como, ma presso il ponte di Stazzona fu rallentata da un piccolo presidio partigiano. Giunta poi il 28 aprile nel comune di Ponte in Valtellina fu raggiunta dalla notizia della morte di Mussolini. Qui la colonna si arrese alle formazioni partigiane con la promessa di avere salva la vita e per paura di eventuali ritorsioni contro i propri famigliari. Deposte le armi, fu portata in carcere a Sondrio. Nelle notti seguenti diversi ufficiali (Vanna, Fattori e Ramoino), sottufficiali (fra i quali Antonio Coniglio e Orlando Giombetti) e molti altri militi, furono tratti fuori dal carcere e massacrati nei dintorni dopo un processo farsa. Coniglio e Ramoino vennero uccisi nonostante avessero avuto la grazia da Cadorna. Le vicende della Colonna Vanna furono raccontate dallo storico Giorgio Pisanò e si possono trovare anche nel libro di Giuseppe Rocco "Com'era Rossa la mia valle". I due autori all'epoca dei fatti ne condivisero le vicissitudini.

## IV Legione GNR di Frontiera "Monte Nevoso"
La IV Legione di stanza a Fiume costituì con altri reparti il 1º battaglione Polizia del Litorale Adriatico mantenendo però le mostrine della Milizia Confinaria. Dislocato all'interno della Zona d'operazioni del Litorale adriatico soggetta all'amministrazione tedesca la legione assunse il nome di XIV Battaglione costiero da Fortezza.
Nel dicembre 1943 il battaglione fu trasferito a Gorizia e poste a protezione della ferrovia tra Mattuglie e Sappiane. Nel febbraio la legione fu integrata da circa 160 militari del Battaglione Volontari di Sardegna - Giovanni Maria Angioy il cui reparto era sta sciolto dai tedeschi a causa di un episodio di diserzione. Qui si susseguirono i combattimenti contro le truppe del IX Corpus dell'esercito jugoslavo al fine di contenerle. Nell'aprile 1945 il battaglione si ritirò sul fiume Tagliamento dove il 30 aprile si sciolse.

## V Legione GNR di Frontiera "Monte Bianco"
La V Legione fu costituita nel maggio 1944 con battaglioni della I Legione. Il 1º battaglione fu dislocato ad Aosta mentre il 2º battaglione a Domodossola. Nel settembre 1944 il presidio di stanza a Cannobio in seguito a un attacco partigiano fu completamente distrutto. Dopo il 25 aprile la Legione si ritirò insieme con altri reparti per arrendersi poi a Strambino.